# 慈善 (1859年)
《慈善》（法語：La Charité）是法国画家威廉·阿道夫·布格罗创作于1859年的一幅油画。现收藏于美国密歇根大学美术馆。

## 类似作品
- 慈善 (1878年)
- 母亲大地